# Gary Herbert
Gary Richard Herbert (født 7. maj 1947) er en amerikansk politiker fra det Republikanske Parti, der mellem 2009 og 2021 var guvernør i delstaten Utah.
Han var viceguvernør i Utah fra 2005 til 2009 under Jon Huntsman. Den 11. august 2009 overtog Herbert embedet som guvernør, efter Huntsman trådte tilbage for at blive USAs ambassadør i Kina. I 2010 vandt Gary Herbert et specialvalg til guvernørposten (en), da han fik 65 procent af stemmerne og besejrede sin demokratiske modkandidat stort. Han blev genvalgt i 2012 og 2016, med henholdsvis 68 og 67% af stemmerne. Herbert valgte at han ikke ville genopstille i 2020, og valget blev vundet af hans viceguvernør Spencer Cox, der overtog posten 4. januar 2021.
Gary Herbert har 6 børn.